# Georges Docquois
Georges Louis Edmond Docquois (né le 21 juin 1863 à Boulogne-sur-Mer et mort le 12 mars 1927 à Orgeval, (alors dans le département de Seine-et-Oise) est un romancier, dramaturge, scénariste, revuiste et poète français.

## Biographie
Journaliste, Georges Docquois s'établit à Paris en 1890. Secrétaire de Fernand Xau, fondateur du Journal, celui-ci lui confie une rubrique d'informations littéraires. Il travaille aussi pour L'Écho de Paris, Gil Blas ou encore Le Figaro.
Mais ses débuts dans le journalisme n'étaient qu'une façon d'entrer dans la passion qui l'animait, le théâtre. Dès 1892, Docquois donne des gages de son talent dramatique en faisant jouer au Théâtre-Libre Mélie, d'après Jean Reibrach. Paris sur le Pont joué en 1895 au Tréteau de Tabarin, petit théâtre qu'il inaugura, assura sa réputation d'auteur de chansons, rondeaux et ballades. La Comédie française en 1896 accueillit Le petit Champ et l'Odéon en 1897 la farce du Pont aux ânes.
Docquois est le fondateur de l'Académie de l'humour français (13 décembre 1923). Il a été célèbre pour avoir mené une enquête sur les écrivains et leurs animaux, parue sous le titre Bêtes et gens de lettres.
En 1917, il publie un récit sur les viols de guerre, La Chair innocente. L'enfant du viol boche, où il consacre un chapitre à l'affaire Joséphine Barthélemy,.

## Distinction
Georges Docquois est nommé chevalier dans l'ordre national de la Légion d'honneur par décret en date du 21 février 1925.

## Hommage
Une rue de Boulogne-sur-Mer porte son nom. 

## Œuvres
Georges Docquois est l'auteur de plusieurs pièces de théâtre, de revues, de poèmes et d'ouvrages sur la Première Guerre mondiale.

### Théâtre
- Paris sur le pont, 1892, (avec Georges Charton)
- Mélie, pièce en 1 acte, Bibliothèque de l'art social, Paris, 1894 (d'après Jean Reibrach).
- Avant la fin du jour, comédie en 1 acte, Menus-Plaisir, Paris, 1895
- La Demande, pièce en 1 acte, Ollendorff, Paris, 1895 (avec Jules Renard)
- Le Petit Champ, farce tabarinique, Stock, Paris, 1896
- Compliment de la Parisienne, Lemerre, Paris, 1897 (d'après François Coppée)
- J'ai fait la connaissance d'un homme charmant, Stock, Paris, 1897
- Leur régime, drame, Stock, Paris, 1897
- Pantomime de poche, Stock, Paris, 1897
- Le Pont aux ânes, farce en 1 acte, Stock, Paris, 1897
- Quand on l'est ..., saynète, Stock, Paris, 1897 (avec Émile Codey)
- Voyageuse, saynète, Stock, Paris, 1897 (avec Émile Codey)
- Le Facteur bien noté, comédie en 1 acte, Stock, Paris, 1898 (avec Émile Marchais)
- On demande un jeune ménage, comédie en 1 acte, Stock, Paris, 1898 (avec Émile Marchais)
- Paris sur la route, revue en 1 acte, Ollendorff, Paris, 1898 (avec Lucien Métivet)
- Les Taupier reçoivent, comédie, Stock, Paris, 1898 (avec Émile Codey)
- Mlle Bigarot n'y tient pas, ou Allons à l'Athénée, vaudeville en 1 acte, Librairie théâtrale, Paris, 1899 (avec Félix Cresson)
- La Cure de César, saynète, Stock, Paris, 1900 (avec Émile Codey)
- Voyageur, comédie en 1 acte, Stock, Paris, 1901 (avec Émile Codey)
- Le Peigne, comédie en 1 acte, Stock, Paris, 1902 (avec Paul Acker)
- La Petite Maison, opéra-comique en 3 actes, Choudens, Paris, 1903 (avec Alexandre Bisson, musique de William Chaumet)
- Le Renoncement, drame en 1 acte, Stock, Paris, 1903
- Lucas s'en va-t-aux Indes, farce tabarinique en 1 acte, Stock, Paris, 1905
- Rue Saint-Thomas-du-Louvre, comédie en 1 acte, Fasquelle, Paris, 1905
- Le Tour de Ninon, comédie en 1 acte, Stock, Paris, 1907
- Après l'opéra, drame en deux actes et trois tableaux, Stock, Paris, 1908 (basé sur une histoire de Jean Reibrach)
- Le Ghoung, pièce en 1 acte, Stock, Paris, 1908 (avec Jules Poignard)
- Cuisinière d'Amérique, comédie en 1 acte pour jeunes filles, Maison de la bonne chanson, Paris, 1911 (avec Emile Codey)
- La Rôtisserie de la reine Pédauque, comédie lyrique en 4 actes et 5 tableaux, Calmann-Lévy, Paris, 1920 (d'après le roman d'Anatole France).

### Revues
Georges Docquois presente deux revues patoisantes de La Revue Boulonnaise :
- Boulogne à la sauce, en collaboration avec Henri Caudevelle, 1901
- Aie é mère, 1914

### Prose
- Bêtes et Gens de Lettres, Flammarion, 1895
- L'Armoire aux bonshommes, 1899
- Les Minutes libertines, Cents contes en vers, Fasquelle, Paris, 1904
- L'Automab-Illiade, Récit Héroïque-comique du raid Pékin-Paris, 1907
- Le Plaisir des nuits et des jours, Contes en vers, Fasquelle, Paris, 1907
- Le Petit Dieu tout nu, Contes en vers, Fasquelle, Paris, 1908
- L'Union tragique, Fasquelle, Paris, 1908
- La Petite Flûte, Odelettes parisiennes, Fasquelles, Paris, 1909
- Drôles de gens, 1910
- Ce qui plaît aux dames, 1914
- La Cendré rouge, Poèmes, Fasquelle, 1914
- Guillaume en vers et contre tous, Épigrammes et récits, Lemerre, Paris, 1916
- Valentine, rue des Dames, 1916
- Ces dames de l'Hôpital 336, 1917
- La Chair innocente. L'enfant du viol boche, 1917
- La Confession légère, 1917
- Le Poème sans nom, Fasquelle, Paris, 1919

## Musique
- Camille Saint-Saëns, La Cendre rouge, 10 poèmes mis en musique (1914)

## Filmographie partielle
- 1910 : Le Legs ridicule de Georges Monca, Georges Docquois scénariste

## Pour approfondir